# Ла Либерте (Швајцарска)
Ла Либерте су швајцарско-француске новине са седиштем у Фрибуру основане 1871. 